# Schronisko PTTK na Hali Miziowej

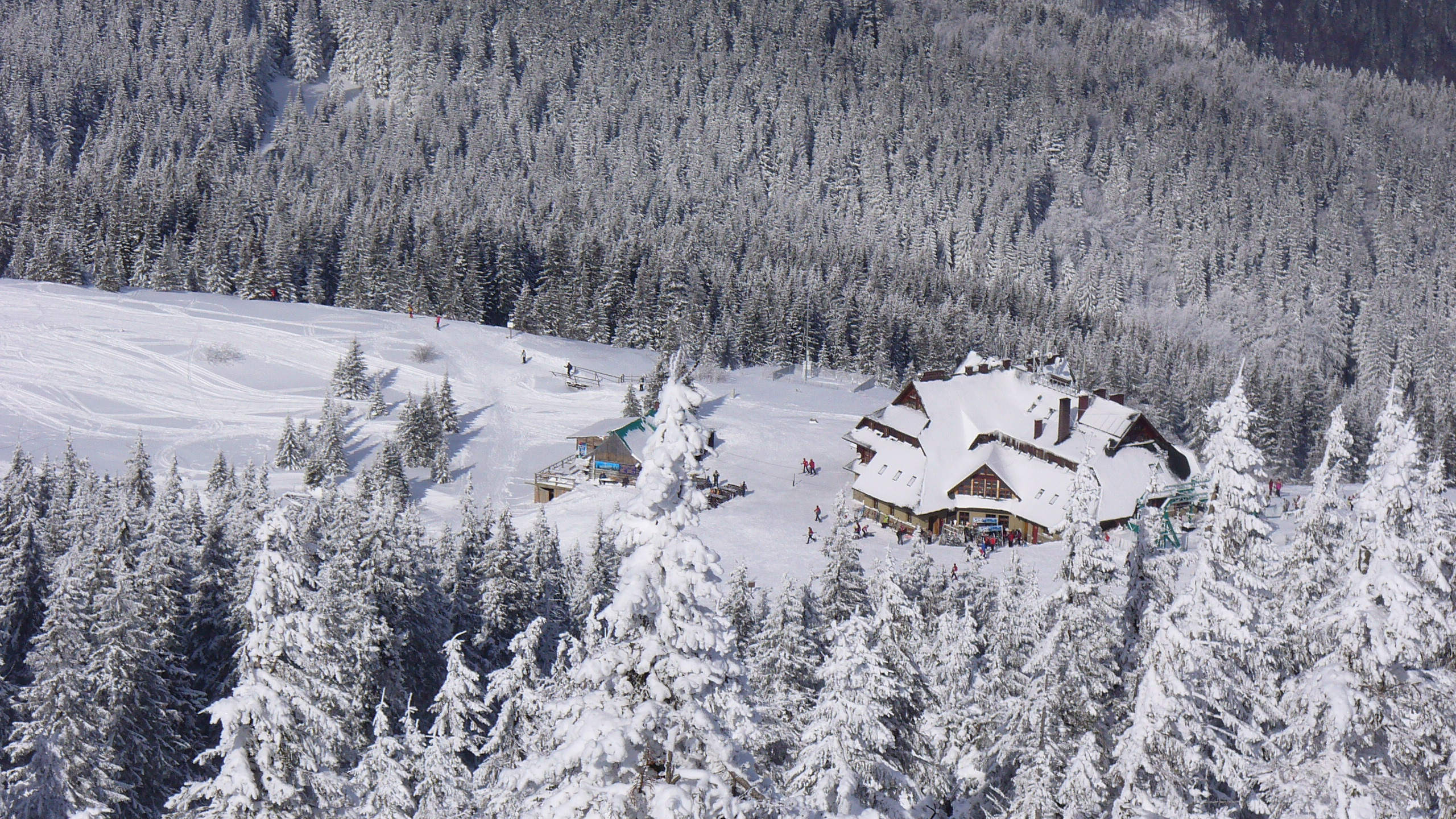
Schronisko w zimie – widok z końcowej stacji wyciągu orczykowego na Pilsko

Schronisko PTTK na Hali Miziowej – górskie schronisko turystyczne Polskiego Towarzystwa Turystyczno-Krajoznawczego na stokach Pilska. Znajduje się na Hali Miziowej na wysokości 1274 m n.p.m.

## Historia
Pierwsze plany budowy schroniska w okolicach Pilska powstały już w 1912 z inicjatywy Kazimierza Sosnowskiego. Według niektórych źródeł już w 1906 były plany uruchomienia polskiego schroniska, celem przeciwstawienia się akcji germanizacyjnych polskich gór przez Beskidenverein. Wybuch I wojny światowej uniemożliwił zrealizowanie tych zamiarów. Dopiero w 1927 roku Oddział Babiogórski Polskiego Towarzystwa Tatrzańskiego przygotował projekt obiektu (twórcami idei budowy schroniska byli członkowie zarządu: Merta, Haliński, Fucik, Mikuszewski i Mączyński). Budowa trwała 3 lata (były problemy natury finansowej i konieczne okazało się zaciągnięcie pożyczki). Drewno na budowę uzyskano od arcyksięcia Karola Stefana Habsburga, ówczesnego właściciela dóbr żywieckich. Obiekt uroczyście otwarto 20 lipca 1930 r. Był to piętrowy drewniany budynek utrzymany w stylu architektury góralskiej, z przeszkloną werandą zapewniającą gościom interesującą panoramę Beskidu Żywieckiego. Schronisko dysponowało łącznie 125 miejscami noclegowymi latem i 60 zimą. W 1936 uruchomiono turbinę wodną, otwarto natryski, doprowadzono linię telefoniczną oraz zorganizowano pośrednictwo pocztowe.
Pierwszym dzierżawcą schroniska był Robert Sikora, drugim Helena Polakowa. W 1938 dzierżawcą obiektu został Albert Rudolf. W czasie okupacji hitlerowskiej przyjął on niemieckie obywatelstwo, a obiekt prowadził pod szyldem bielskiego oddziału Beskidenverein (o budynek toczyła się rywalizacja pomiędzy oddziałem bielskim a żywieckim). W budynku stacjonował także niewielki oddział niemieckiego wojska, mający zwalczać partyzantów. Obiekt uniknął zniszczenia, choć po odejściu Niemców część wyposażenia została rozkradziona przez szabrowników.
Po II wojnie światowej schronisko wróciło do Polskiego Towarzystwa Tatrzańskiego, które już w 1945 roku urządziło w nim bufet. Wyremontowany budynek 19 marca 1953 został strawiony przez pożar. Ocalały tylko zabudowania gospodarcze – szopa i stajnia. Nie zdecydowano się na odbudowę schroniska – w zabudowaniach gospodarczych urządzono tymczasowy bufet i miejsca noclegowe dla 50 osób. W latach 1970–1971 obiekt rozbudowano.
Prowizorka okazała się bardzo trwała. Dopiero w roku 1989 rozpoczęto budowę nowego, dużego obiektu turystycznego. Nowe schronisko otwarto 12 października 2003, pół wieku po pożarze. 30 czerwca 2004 zamknięto stare schronisko i częściowo rozebrano. W pozostałej części starego schroniska urządzono niewielki bufet. 20 grudnia 2018 pozostała część starego schroniska spłonęła.

## Warunki pobytu
- 90 miejsc noclegowych w pokojach 1-, 2-, 3-, 4-, 5- i wieloosobowych, a także apartamenty
- restauracja i jadalnia
- bar szybkiej obsługi
- sala konferencyjna na 65 osób

W pobliżu znajduje się także dyżurka GOPR oraz wyciągi narciarskie.

## Szlaki turystyczne
- przelotowe:
  -  Głównego Szlaku Beskidzkiego
  -  z Korbielowa do Sopotni
- prowadzące na kopułę szczytową Pilska
  -  z Korbielowa na Górę Pięciu Kopców 1542 m n.p.m.
  -  z Hali Miziowej na Górę Pięciu Kopców 1542 m n.p.m.

W pobliżu (0:15 h, przy  szlaku do Korbielowa) znajduje się studencka baza namiotowa na Hali Górowej.